# Sant Sudari d'Oviedo

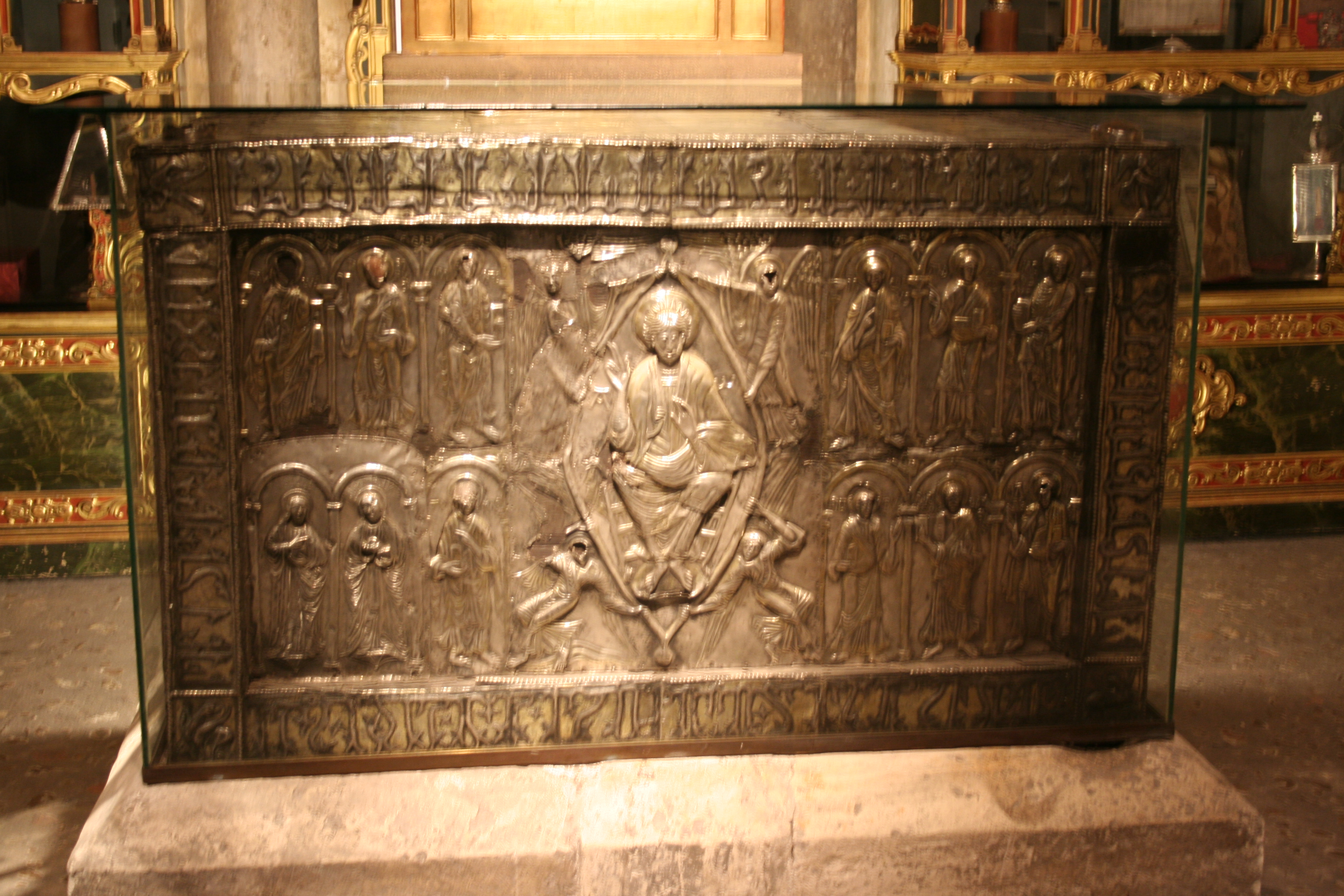
Arca Santa d'Oviedo, que acull el Sant Sudari.

El Sant Sudari d'Oviedo és una relíquia de l'Església Catòlica que es troba dipositat a la Catedral de San Salvador d'Oviedo. Es tracta d'un mocador de lli tacat de sang amb alguna cremada, de forma rectangular de 83x53 centímetres venerat com una relíquia funerària descrita a l'Evangeli segons Joan 20, 7 que esmenta un «sudari» (σουδαριον) que tapava la cara i el cap, i una «tela de lli» o «llençol» cobrint el cos. Es diu que el sudari d'Oviedo fou la tela que tapà aleshores el cap de Jesús i que segons la llegenda, Sant Pere entrà a la tomba buida de Jesucrist i que la va recollir conjuntament amb el Sant Sudari de Torí.

## Història
Es pot constatar l'existència a Espanya de la relíquia des del segle vii. La seva localització en dates anteriors és més incerta, tot i que alguns estudiosos la situen en el segle i a Jerusalem. També es creu que va sortir d'aquesta ciutat davant l'imminent atac dels perses, sent transportada pel nord d'Àfrica fins a Cartagena, Sevilla, Toledo i finalment dipositada a Oviedo.
El Sant Sudari s'exposa al públic només tres dies l'any, que són el Divendres Sant, el 14 de setembre i el 21 de setembre per Sant Mateu apòstol. La resta de l'any es troba dins de l'urna que hi ha a la Catedral d'Oviedo.